# Krapina (rzeka)
Krapina – rzeka w Chorwacji, dopływ Sawy. Jej długość wynosi 75 km. Płynie przez Hrvatsko zagorje.
Powierzchnia jej dorzecza wynosi 1123 km². Swe źródła ma u podnóża Ivanščicy. Jej główne dopływy to: Selnica, Batina, Reka, Velika reka, Krapinica i Horvatski potok (prawe) oraz Žitomirica, Bistrica, Pinja, Toplica i Bistra (lewe). Niedaleko Zaprešicia wpada do Sawy.